# Birgit Alkenings
Birgit Alkenings (* 10. Mai 1967 in Düsseldorf) ist eine deutsche Kommunalpolitikerin (SPD). Sie war vom 26. Juni 2014 bis zum 31. Oktober 2020 Bürgermeisterin von Hilden (Nordrhein-Westfalen).

## Ausbildung und Berufliche Karriere
Nach dem Abitur 1986 studierte Alkenings Chemie an der Heinrich-Heine-Universität Düsseldorf. 1992 schloss sie das Studium als Diplom-Chemikerin ab und wurde im Zentrum für Informations- und Medientechnologie der Universität als Systemadministratorin angestellt. Ab Januar 2012 war sie Teamleiterin bei Enterprise Ressource Planning.

## Politische Karriere
Alkenings ist seit 1988 Mitglied der SPD. Lange Jahre war sie in Hilden Mitglied des Stadtrates, Fraktionsvorsitzende und Ortsvereinsvorsitzende der SPD Hilden. 2014 gewann sie die Stichwahl für das Bürgermeister-Amt mit 62,7 % der Stimmen vor ihrer Gegenkandidatin Marion Buschmann (CDU). Sie trat das Amt als Bürgermeisterin von Hilden am 26. Juni 2014 an.
Aktivitäten als Bürgermeisterin:
- Die Bürgermeister der 3 Nachbarstädte Hilden, Langenfeld und Monheim haben mit der Initiative "Bildung3" vereinbart, ab 1. Januar 2015 eine gemeinsame Bildungsgesellschaft zu betreiben, um jungen Menschen besser und gezielt Arbeit zu verschaffen.[5]
- Es gibt in Hilden über 20 Notunterkünfte, in denen Anfang 2019 ca. 700 Flüchtlingen untergebracht waren, ohne dass sie im Stadtbild auffallen. Alkenings rechnet damit, dass die Aufnahme von Flüchtlingen aus Krisengebieten auch zukünftig ein Thema sein wird. Es ist gelungen, dafür viele Ehrenamtliche zu motivieren und die Zusammenarbeit mit Hilfsorganisationen, Vereinen, Kirchen und der Verwaltung zu unterstützen.[2]
- Trotz abnehmender Einnahmen konnte in Hilden bis 2019 ein ausgeglichener Haushalt erreicht werden.[2]
- Bei der Umgestaltung von öffentlichen Plätzen und Bushaltestellen wurde und wird auf Barrierefreiheit geachtet.[6]
- Mit der Aktion Stadtradeln wurden Hildener Bürger motiviert, ihren Beitrag zum Klimaschutz zu leisten und 13 Tonnen CO2 einzusparen. Mit demselben Ziel wurden in der Stadtverwaltung 3 Elektro-Autos angeschafft.[6]
- Die Entwicklung der Gewerbegebiete Bahnhofsallee und Kreuz Hilden konnten vorangetrieben und zahlreiche Arbeitsplätze neu geschaffen werden.[6]
- Im Rahmen der Wirtschaftsförderung ist es gelungen, eine Produktionsstätte des niederländischen High-Tech-Unternehmens 247TailorSteel in Hilden anzusiedeln.[6]

Alkenings kündigte im Januar 2019 an, dass sie 2020 erneut kandidieren werde und wurde am 9. Mai 2020 als SPD-Kandidatin für die Bürgermeisterwahl 2020 bestätigt. CDU, FDP, Bürgeraktion und Grüne stellten Ende 2019 den gemeinsamen Gegenkandidaten Claus Pommer auf. Dieser erhielt bei der Bürgermeisterwahl am 13. September 2020 62,19 Prozent der Stimmen, während Alkenings lediglich auf 27,60 Prozent kam. Damit schied Birgit Alkenings nach sechsjähriger Amtszeit am 31. Oktober 2020 aus dem Bürgermeisteramt aus.

## Leben
Alkenings wohnt in Hilden mit ihrem Lebenspartner und dessen Sohn zusammen.